# Cooper Flagg
Cooper Flagg (* 21. Dezember 2006 in Newport, Maine) ist ein US-amerikanischer Basketballspieler. Er spielte College-Basketball für die Duke Blue Devils und galt dort als eines der vielversprechendsten Talente seiner Generation. Im NBA-Draft 2025 wurde er an erster Stelle von den Dallas Mavericks ausgewählt.

## Frühes Leben und Highschool-Karriere
Flagg besuchte zunächst die Nokomis Regional High School in Newport, wo er als Freshman durchschnittlich 20,5 Punkte, 10 Rebounds, 6,2 Assists, 3,7 Steals und 3,7 Blocks pro Spiel erzielte. Er führte sein Team zur Class-A-Staatsmeisterschaft und wurde als erster Freshman zum „Maine Gatorade Player of the Year“ ernannt.
Nach seinem ersten Highschool-Jahr wechselte Flagg zur renommierten Montverde Academy in Florida. Dort spielte er im EYBL-Team der Florida Eagles und wurde 2023 zum MVP des Hoophall Classic ernannt. In seiner Senior-Saison führte er Montverde zu einer perfekten 33:0-Bilanz und gewann die nationale Highschool-Meisterschaft. Er wurde mit zahlreichen Auszeichnungen geehrt, darunter der „Gatorade National Player of the Year“.

## College-Karriere
Im Juni 2024 schrieb sich Flagg an der Duke University ein. In seinem ersten College-Spiel am 4. November 2024 gegen Maine erzielte er 18 Punkte, 7 Rebounds, 5 Assists und 3 Steals. Im Verlauf der Saison zeigte er herausragende Leistungen, darunter ein Spiel mit 42 Punkten, 6 Rebounds und 7 Assists gegen Notre Dame am 11. Januar 2025 – ein neuer Freshman-Rekord an der Duke University sowie in der ACC.
Flagg beendete die Saison mit durchschnittlich 19,2 Punkten, 7,5 Rebounds und 4,2 Assists pro Spiel. Er wurde als „National College Player of the Year“, „ACC Player of the Year“ und „ACC Rookie of the Year“ ausgezeichnet. Außerdem erhielt er unter anderem den „Lute Olson Award“ und den „Julius Erving Award“.
Mit Duke erreichte er das Final Four der NCAA, schied jedoch gegen die Houston Cougars aus. Am 21. April 2025 gab Flagg seinen Eintritt in den NBA-Draft bekannt.

## NBA-Draft 2025
Flagg galt als Top-Pick im NBA-Draft 2025. Die Dallas Mavericks, die überraschend die Draft-Lotterie gewannen, besaßen den ersten Pick. Trainer Jason Kidd lobte Flagg bereits lange vor dem Drafttermin für seine Vielseitigkeit und verglich ihn mit Grant Hill, jedoch mit besserem Wurf. Am 25. Juni 2025 wählten die Mavericks Flagg erwartungsgemäß an erster Stelle aus.

## Spielstil
Flagg wird für seine Vielseitigkeit, Spielintelligenz und defensive Stärke geschätzt. Mit einer Körpergröße von 2,06 m und einer Spannweite von 2,13 m kombiniert er Athletik mit Spielübersicht. Analysten vergleichen ihn mit Spielern wie Jayson Tatum, Scottie Pippen und Kawhi Leonard.

## Persönliches
Flaggs Mutter Kelly spielte College-Basketball an der University of Maine und war dort Teamkapitänin. Sein Vater Ralph spielte Basketball am Eastern Maine Community College. Sein Zwillingsbruder Ace wechselte mit ihm zur Montverde Academy und unterschrieb ein Stipendium bei der University of Maine ab der Saison 2025/26.
Vor seiner College-Saison unterschrieb Flagg einen Ausrüstervertrag mit New Balance und war der erste männliche College-Basketballspieler, der ein Sponsoring von Gatorade erhielt.